# Italia Marittima

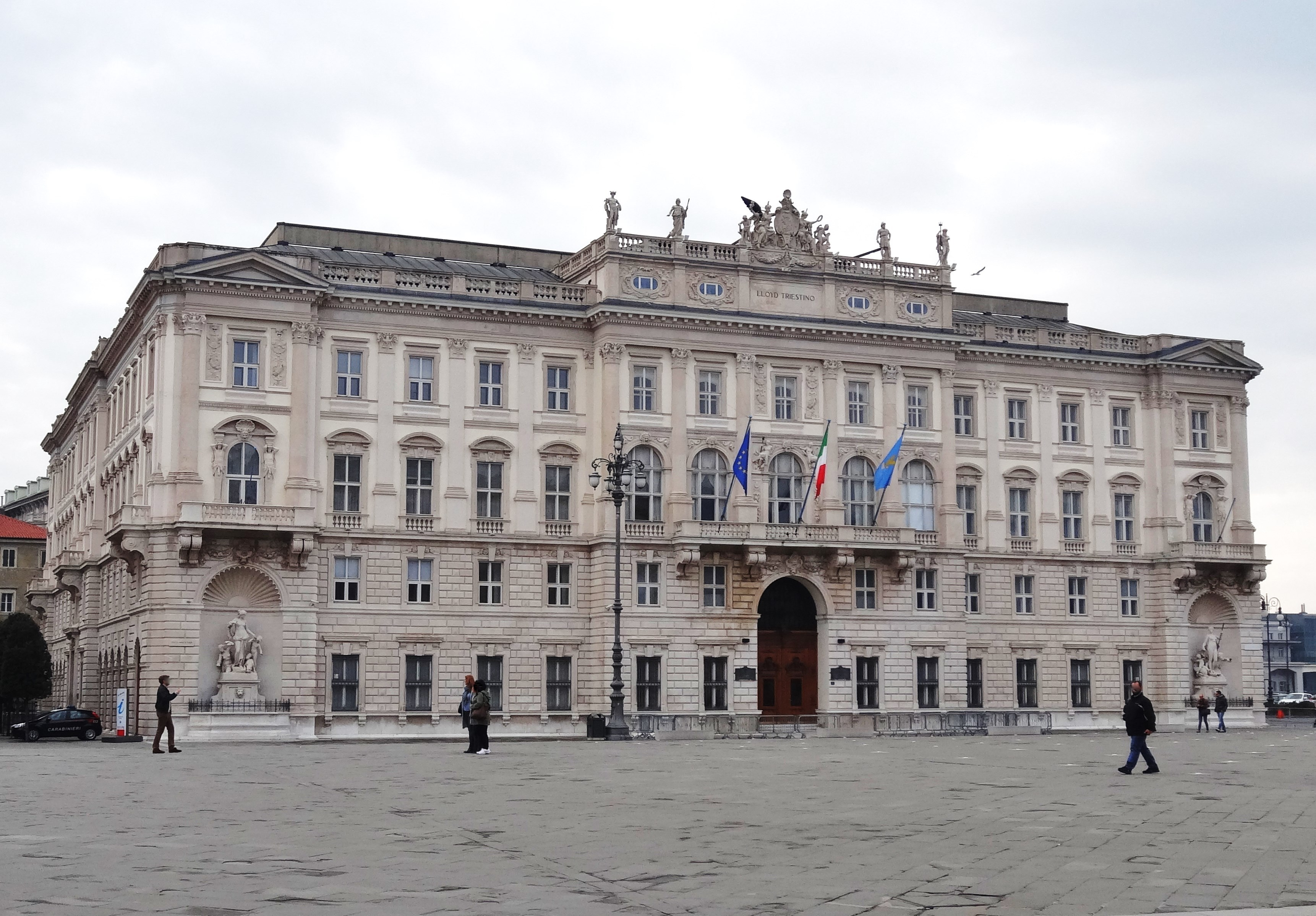
Der Palazzo del Lloyd Triestino, das ehemalige Verwaltungsgebäude des Triester Lloyd

Der Italia Marittima (ehemals Lloyd Triestino di navigazione, dt. Triester Lloyd) ist eine Reederei mit Hauptsitz in Triest, Italien. Am 1. März 2006 wurde das Unternehmen in Italia Marittima di navigazione umbenannt.

## Geschichte

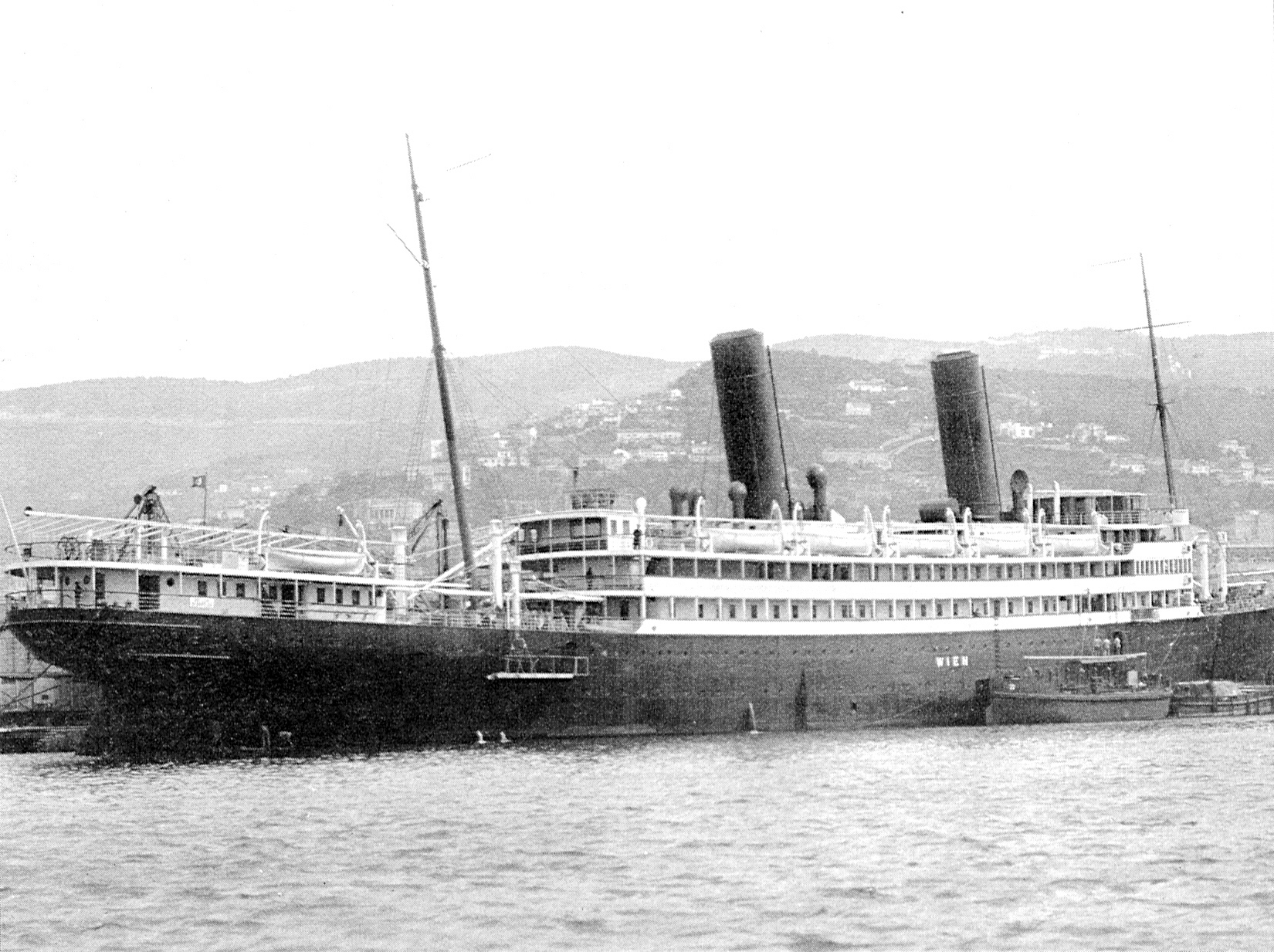
Die Wien (hier auf einem Foto vor dem Ersten Weltkrieg) überstand mit dem Österreichischen Lloyd bereits den Ersten Weltkrieg als Hospitalschiff – im Zweiten Weltkrieg diente es unter dem Namen Po erneut als Hospitalschiff und sank nach britischem Fliegerbombenbeschuss am 14. März 1941.

Vorgänger des Triester Lloyd war der 1833 gegründete Österreichische Lloyd (it. Lloyd Austriaco). Als Triest 1919 Teil Italiens wurde, erhielt Lloyd Austriaco den Namen Lloyd Triestino. Bis 1921 stand die Gesellschaft jedoch noch unter staatlicher, italienischer, Verwaltung. Der Passagierverkehr wurde erst 1921 wieder aufgenommen, da bis dahin unklar war, ob der Lloyd Austriaco, bzw. nun Lloyd Triestino von den Alliierten als Kriegsbeute aufgeteilt bzw. übernommen würde. Als dann 1921 der Passagierverkehr wieder aufgenommen wurde, waren bereits 125 Agenturen in in- und ausländischen Städten wieder eröffnet.
Bis 1931 wuchs die im Krieg stark geschrumpfte Flotte wieder auf 43 Schiffe mit insgesamt 245.000 BRT an – zum Vergleich: der Österreichische Lloyd umfasste vor Kriegsausbruch 65 Schiffe mit rund 230.000 BRT. Das größte davon war die Victoria (13.062 BRT), die im selben Jahr vom Stapel lief. Als die Weltwirtschaftskrise von 1929 bis 1931 auch in der Handelsschifffahrt ihren Höhepunkt erreichte, zentralisierte der italienische Staat das Reedereiwesen und wies jeder Reederei bestimmte Tätigkeitsbereiche zu. Dem Lloyd Triestino wurde die Marittima Italiana und die Società Italiana di Servizi Marittimi (SITMAR) angeschlossen. Dennoch wurden 1932 die größten italienischen Reedereien aufgelöst um die gegenseitige Konkurrenz zu unterbinden. An ihrer Stelle wurden vier Gesellschaften neu gegründet – darunter auch der Lloyd Triestino. Diese vier Gesellschaften waren der staatlichen Società Finanziara Marittima unterstellt. Die drei anderen Gesellschaften waren die Italia, die Adriatica und die Tirrenia di Navigazione. Der Lloyd hatte von nun an die Routen nach Asien, Australien und Afrika zu bedienen – dafür verlor er die Verbindungen in den Nahen Osten und ins Schwarze Meer.
Der Zweite Weltkrieg traf den Lloyd wesentlich härter als der Erste: Die meisten Schiffe mussten (teilweise erneut) als Hospitalschiffe oder Truppentransporter abgestellt werden, und bei Kriegsende verblieben, im Gegensatz zum Ersten Weltkrieg, als rund die Hälfte der Flotte den Krieg überstand, nur noch fünf Schiffe.
Nach Kriegsende wurde die Flotte erneut aufgebaut. Während des Kalten Krieges reduzierte sich der Verkehr drastisch. In den 1970er Jahren wurde der Personenverkehr schließlich aufgrund des zunehmenden Flugverkehrs eingestellt. Danach widmete sich Lloyd Triestino ausschließlich dem Frachtverkehr, vor allem durch Übernahme und Förderung des Containerverkehrs.
1998 wurde Lloyd Triestino von dem taiwanischen Konzern Evergreen Marine übernommen und als Tochtergesellschaft weitergeführt. Die Containerschiffe erhielten seit 1998 Namen die mit dem Kürzel „LT“ begannen zum Beispiel LT Cortesia.
Im März 2006 wurde Lloyd Triestino in Italia Marittima umbenannt; seitdem erhalten die Schiffe nach und nach den Vorsatz „Ital“, zum Beispiel Ital Contessa. Seit dem 1. Mai 2007 treten die einzelnen Evergreen-Gesellschaften mitsamt Italia Marittima auf internationaler Basis gemeinsam als Evergreen Line auf.